# Kızılpınar, Çerkezköy
Kızılpınar là một thị trấn thuộc huyện Çerkezköy, tỉnh Tekirdağ, Thổ Nhĩ Kỳ. Dân số thời điểm năm 2011 là 15.682 người.